# 정명호 (1989년)
정명호(1989년 2월 1일 ~ )는 대한민국의 전직 스타크래프트 프로게이머이다. BY.HARAN이라는 아이디를 사용하며, 종족은 저그이다. 이스트로 소속이었다.
2007년 KTF 매직엔스(현 KT 롤스터)에 입단하며 프로게이머 생활을 시작했다.
2009년 3월 24일 이스트로로 이적하였다.
2009년 12월 은퇴 후 2010년 3월 9일 군입대하여 2012년 1월 8일 제대했다.

## 주요 기록
- 2006년 10월 엘리트 학생복 스쿨리그 2차시즌 우승
- 2006년 12월 제27회 커리지매치 입상